# Live Oak, Santa Cruz County, Kalifornien
För andra betydelser se Live Oak, Kalifornien.
Live Oak är en ort (CDP) i Santa Cruz County, i delstaten Kalifornien, USA. Enligt United States Census Bureau har orten en folkmängd på 17 158 invånare (2010) och en landarea på 8,4 km².